# 二十四節気
- 立春
- 雨水
- 啓蟄
- 春分
- 清明
- 穀雨
- 立夏
- 小満
- 芒種
- 夏至
- 小暑
- 大暑
- 立秋
- 処暑
- 白露
- 秋分
- 寒露
- 霜降
- 立冬
- 小雪
- 大雪
- 冬至
- 小寒
- 大寒

二十四節気（にじゅうしせっき）とは、中国の戦国時代の頃（紀元前4世紀）に発明され、四季・気候などの視点で地球上の一年を仕分ける方法。
太陰暦の季節からのずれとは無関係に、季節を春夏秋冬の4等区分する暦のようなものとして考案された区分手法のひとつで、一年を12の「節気」（正節とも）と12の「中気」に分類し、それらに季節を表す名前がつけられている。1太陽年を日数（平気法）あるいは太陽の黄道上の視位置（定気法）によって24等分し、その分割点を含む日に季節を表す名称を付したもの。
12の中気を12の節気に含めて判断した区分方法を十二節という。

## 概説

### 中国
重要な中気である夏至・冬至の二至、春分・秋分の二分は併せて二至二分（にしにぶん）と言い、重要な節気である立春・立夏・立秋・立冬を四立（しりゅう）、二至二分と四立を併せて八節（はっせつ）という。太陰太陽暦では、暦と季節のずれを正すために用いられる。
例えば夏至はまだ梅雨の真っ只中にあり、蝉はまだ鳴き始めていない。小暑では蒸し暑さは増すものの七夕を眺めるような晴れの空は期待できず、暑中ではあるのに地域によって梅雨寒となることもある。大暑は「最も暑い時候」と説明されるが、盛夏のピークは立秋の前後となる。
現代の中華人民共和国における「二十四節気」は、2016年10月31日、ユネスコが無形文化遺産への登録されたほか、2022年2月4日（立春）におこなわれた北京オリンピックの開会式では、カウントダウンに用いられた。

### 日本
本来「二十四節気」というものは、中国の中原の気候をもとに名付けられており、日本で体感する気候とは季節感が合わない名称や時期がある。違いを大きくするものとして、日本では梅雨や台風がある。
日本人はこのような事情を補足するため、二十四節気のほかに、土用、八十八夜、入梅、半夏生、二百十日などの「雑節」と呼ばれる季節の区分けを取り入れた。なお、二十四節気や雑節は、旧暦（太陰太陽暦）に追記されて発行されていた。
旧暦の日付は、年ごとに月がおよそ1朔日間（およそ29.5日）の範囲で誤差が生じるため、二十四節気の日付は毎年異なる。それでも四立や八節に加えて一年の中の季節を分ける目安としては十分であった。さらに各気各候に応じた自然の特徴が記述されるものとして、二十四節気をさらに約5日ずつに分けた七十二候という区分けもあり、二十四節気と併せて暦注などに記された（この七十二候も日本の風土に合わず、江戸時代に渋川春海によって「本朝七十二候」に改訂されている）。これらは現在でも農事暦や旬を楽しむ生活暦として使われ、新暦における日付とは異なるわずかな季節の変化、すなわち微妙な季節感を感じ取ることが出来る。
日本は1873年（明治6年）1月1日以降、太陽暦をもとにしたグレゴリオ暦（いわゆる新暦）を採用したため、二十四節気の日付は毎年ほぼ一定となった。

#### 暦便覧
江戸時代の中期から後期の常陸国宍戸藩5代藩主である松平頼救が、著者となっている暦の解説書。

## 成立の背景
月の運行のみに基づく太陰暦では、月と日付が太陽の位置とは無関係に定まり、暦と四季の周期との間にずれが生じるので、農林水産等々の季節に左右される事象を扱うのに不便である。
閏月の挿入による調整を行う太陰太陽暦でも、閏月の前後で1か月の半分の15日程度のずれがある。そこで古代中国では、太陰暦とは無関係に季節を知る目安として、太陽の運行を元にした二十四節気が暦に徐々に導入された（後述）。なお現代中国では、旧暦の太陰暦のことを「農暦」と呼ぶことがあるが、前述のように太陰暦は季節からずれることから、農業のための暦ではない。
二十四節気はある時期に突然発明されたのではなく、段階的に整備されてきたものである。二至二分はノーモン（日時計の一種）によって観察しやすいので、古くから認識されていたと考えられ、殷周時代には日の最も短い冬至頃に年始が置かれていた。甲骨文字において月名は1、2、3といった序数で表されていたが、時折「十三月」（閏月）が用いられ、冬至から始まる年と月の運行に基づいた月とを調整していた。よって殷の暦法は太陰太陽暦であったが、高度な計算を用いたものではなく、自然を観察しつつ適宜ずれを修正するような素朴な暦法であった。なお二至二分の名称は、『尚書』堯典には夏至は「日永」、冬至は「日短」、春分は「日中」、秋分は「宵中」と書かれており、戦国時代末期の『呂氏春秋』では夏至は「日長至」、冬至は「日短至」、春分・秋分は「日夜分」と名付けられている。
二至二分の中間点に位置する四立に関しては『春秋左氏伝』僖公5年（紀元前655年）の「分至啓閉」という語の「啓」が立春・立夏、「閉」が立秋・立冬と考えられており、『呂氏春秋』において「立春」「立夏」「立秋」「立冬」の語が使われていることから、戦国時代に一般化したと考えられる。
なお、古代中国人は、一年12か月を春・夏・秋・冬の四時に分け、正月（一月）・二月・三月を春、四月・五月・六月を夏、七月・八月・九月を秋、十月・十一月・十二月を冬とした。周では冬至を基準に年始が置かれていたが、戦国時代になると冬至の翌々月を年始とする夏正（夏暦）が各国で採用されるようになり、これにより冬至と春分の中間点が正月、すなわち春の最初の節気にあたるようになったことで「立春」と名付けられ、他の二至二分四立も春夏秋冬の名が冠せられるようになったと考えられる。
その他の二十四節気の名称は、前漢の『淮南子』において出揃っており、それまでの間に名称が固定化したと考えられる。八節をさらに3分割したのは、月と対応させるためである。戦国時代には19太陽年が235朔望月にほぼ等しいとするメトン周期を導入した四分暦が使われており、1太陽年を12分割した中気は19太陽年235朔望月に228存在し、7回ほど閏月を設ければ月と中気が対応してゆくことを導き出した。これにより中気をもとに月名を決定することが可能になり、漢の太初暦以降、中気を含まない月を閏月とする歳中置閏法が取られた。なお当時の天球分割法の一つに十二次があったが、節気は太陽の視位置が各次の境界である初点にある時、中気は各次の中間の中点にある時とされた（『漢書』律暦志）。

## 二十四節気の置き方
二十四節気は1太陽年を24分割し、節気（清明・立夏など）と中気（春分・穀雨など）を配置するが、その方法には平気法と定気法の2種類がある。
- 平気法

恒気法、時間分割法ともいう。1太陽年を24等分した約15日ごとに設けられ、冬至を起点として約15日ごとに節気と中気を交互に配置する。
- 定気法

空間分割法ともいう。黄道を春分点を起点とする15度ずつの24分点に分け、太陽がこの点を通過する時を二十四節気とし、太陽黄経が30の倍数であるものを中気、それに15度を足したものを節気とする。
地球の軌道は円ではなく楕円であることから、太陽の黄道上での運行速度は一定ではない。このため、平気法に基づいた場合の二十四節気の日と、定気法に基づいた場合とでは最大で2日内の差が生じる。当初は平気法により二十四節気を定めていたが、中国では清朝の時憲暦から、日本では天保暦から定気法により定めるようになった。
平気法は冬至は暦と観測で一致するが、夏至・春分・秋分は定気法を採用している現行の暦と一致しない。なお暦の上での春分・秋分は昼夜の長さが同じになるとの説が流布しているが、日の出・日の入りの時刻には複数の要因があり、昼夜は均等にならない（春分#昼夜の長さ参照）。

## 暦月と十二節
太陰太陽暦における1か月は、月の運行に基づき朔日から晦日までとしており、この区切り方を月切り、暦月という。暦注における月の区切り方でもある。各暦月の名称は二十四節気を基準に定められる。暦月では正月（一月）・二月・三月を春、四月・五月・六月を夏、七月・八月・九月を秋、十月・十一月・十二月を冬とする。
これに対し、節気から次の節気の前日までの間を一節とする月の区切り方を十二節もしくは節切りという。日本において占いや年中行事を記す暦注の中で十二節による判断がよく使われ、また季語の分類も主として十二節で行われている。
太陰太陽暦では、暦月よりも十二節の方が先に進む事がある。雨水が正月（一月）15日より前の日付に来る事があるが、この時に立春は雨水の約15日前であるため、前年の十二月に入り、これを年内立春」という。
『古今和歌集』の「としのうちに　はるはきにけり　ひととせを　こぞとやいはむ　ことしとやいはむ」（『古今和歌集』春歌上・在原元方）とはこの年内立春を詠んだ物である。

## 暦の指標
太陰太陽暦においては節名・月名を決定し、季節とのずれを調整するための指標として使われる。12の節気と12の中気が交互に配された二十四節気に対し、各月の朔日（1日）前後に対応する節気が来るよう、以下のように名を定めている。周代等の王朝では、冬至のある子節を1月とし、子月後半の最初である冬至を1年の始まりとし、冬至前日を大晦日としていた（子後半で始まり、子前半で終わる）。天文・平気法・周正等の節切りでは冬至が第1となり、夏正等では立春が第1となる。
十二節（節切り）では十二支名がそのまま節名となる。
| 節名 | 寅節 | 卯節 | 辰節 | 巳節 | 午節 | 未節 | 申節 | 酉節 | 戌節 | 亥節 | 子節 | 丑節 |
| ---- | ---- | ---- | ---- | ---- | ---- | ---- | ---- | ---- | ---- | ---- | ---- | ---- |
| 節気 | 立春 | 啓蟄 | 清明 | 立夏 | 芒種 | 小暑 | 立秋 | 白露 | 寒露 | 立冬 | 大雪 | 小寒 |
| 中気 | 雨水 | 春分 | 穀雨 | 小満 | 夏至 | 大暑 | 処暑 | 秋分 | 霜降 | 小雪 | 冬至 | 大寒 |

実際には中気を暦の基準とし、月の内に含まれる中気が何かによって月名を決めるので、例えば雨水を含む月が「正月」（一月）となる。しかし月の満ち欠けによる12か月の日数（太陰暦の一年）は、二十四節気が一巡する日数（太陽暦の一年）よりも約11日短いので、そのまま暦を使えば日付にずれを生じ続ける。このずれが重なると中気を含まない月が現れ、その月を閏月とする事になる。ただし定気法においてはこのルールだけでは足りず、更に閏月の入れ方にルールの追加が必要となる（太陰太陽暦#定気法の採用の項参照）。

## 一覧
赤道を境に正反対になる（例：北半球が大暑時に南半球は大寒である）。
| 季節 | 節名 | 月名     | 太陽黄経 | 日本語 | 中国語 | グレゴリオ暦  | 日付（2025年） | 日付（2025年） | 備考                         |
| 季節 | 節名 | 月名     | 太陽黄経 | 日本語 | 中国語 | グレゴリオ暦  | 日本           | 中国           | 備考                         |
| ---- | ---- | -------- | -------- | ------ | ------ | ------------- | -------------- | -------------- | ---------------------------- |
| 春   | 寅節 | 一月節   | 315°     | 立春   | 立春   | 2月3 - 5日    | 2月3日         | 2月3日         | この日の前日を特に節分という |
| 春   | 寅節 | 一月中   | 330°     | 雨水   | 雨水   | 2月18 - 20日  | 2月18日        | 2月18日        |                              |
| 春   | 卯節 | 二月節   | 345°     | 啓蟄   | 惊蛰   | 3月4 - 6日    | 3月5日         | 3月5日         |                              |
| 春   | 卯節 | 二月中   | 0°       | 春分   | 春分   | 3月20 - 21日  | 3月20日        | 3月20日        | 前後3日は春の彼岸            |
| 春   | 辰節 | 三月節   | 15°      | 清明   | 清明   | 4月4 - 5日    | 4月4日         | 4月4日         | 立夏の18日前から春の土用     |
| 春   | 辰節 | 三月中   | 30°      | 穀雨   | 谷雨   | 4月19 - 21日  | 4月20日        | 4月20日        | 立夏の18日前から春の土用     |
| 夏   | 巳節 | 四月節   | 45°      | 立夏   | 立夏   | 5月5 - 6日    | 5月5日         | 5月5日         |                              |
| 夏   | 巳節 | 四月中   | 60°      | 小満   | 小满   | 5月20 - 22日  | 5月21日        | 5月21日        |                              |
| 夏   | 午節 | 五月節   | 75°      | 芒種   | 芒种   | 6月5 - 6日    | 6月5日         | 6月5日         |                              |
| 夏   | 午節 | 五月中   | 90°      | 夏至   | 夏至   | 6月21 - 22日  | 6月21日        | 6月21日        |                              |
| 夏   | 未節 | 六月節   | 105°     | 小暑   | 小暑   | 7月6 - 8日    | 7月7日         | 7月7日         | 立秋の18日前から夏の土用     |
| 夏   | 未節 | 六月中   | 120°     | 大暑   | 大暑   | 7月22 - 24日  | 7月22日        | 7月22日        | 立秋の18日前から夏の土用     |
| 秋   | 申節 | 七月節   | 135°     | 立秋   | 立秋   | 8月7 - 8日    | 8月7日         | 8月7日         |                              |
| 秋   | 申節 | 七月中   | 150°     | 処暑   | 处暑   | 8月22 - 24日  | 8月23日        | 8月23日        |                              |
| 秋   | 酉節 | 八月節   | 165°     | 白露   | 白露   | 9月7 - 8日    | 9月7日         | 9月7日         |                              |
| 秋   | 酉節 | 八月中   | 180°     | 秋分   | 秋分   | 9月22 - 24日  | 9月23日        | 9月23日        | 前後3日は秋の彼岸            |
| 秋   | 戌節 | 九月節   | 195°     | 寒露   | 寒露   | 10月8 - 9日   | 10月8日        | 10月8日        | 立冬の18日前から秋の土用     |
| 秋   | 戌節 | 九月中   | 210°     | 霜降   | 霜降   | 10月23 - 24日 | 10月23日       | 10月23日       | 立冬の18日前から秋の土用     |
| 冬   | 亥節 | 十月節   | 225°     | 立冬   | 立冬   | 11月7 - 8日   | 11月7日        | 11月7日        |                              |
| 冬   | 亥節 | 十月中   | 240°     | 小雪   | 小雪   | 11月22 - 23日 | 11月22日       | 11月22日       |                              |
| 冬   | 子節 | 十一月節 | 255°     | 大雪   | 大雪   | 12月6 - 8日   | 12月7日        | 12月7日        |                              |
| 冬   | 子節 | 十一月中 | 270°     | 冬至   | 冬至   | 12月21 - 22日 | 12月22日       | 12月21日       |                              |
| 冬   | 丑節 | 十二月節 | 285°     | 小寒   | 小寒   | 1月5 - 6日    | 1月5日         | 1月5日         | 立春の18日前から冬の土用     |
| 冬   | 丑節 | 十二月中 | 300°     | 大寒   | 大寒   | 1月20 - 21日  | 1月20日        | 1月20日        | 立春の18日前から冬の土用     |